# 景駒
景 駒（けい く、? - 紀元前208年）は、秦末の人物である。楚の公族出身で、姓は羋、氏は景、諱は駒。
『史記集解』では、景駒は「楚の貴族であった景氏の出身」とする。
彼は楚の平王の庶長子である子西（公子申、景申）の後裔にあたる（景氏は屈氏・昭氏と共に楚の公族系でも最高の名門の1つであった。これは三閭と呼ばれている）。

## 概要
負芻5年（紀元前223年）、故国であった楚が秦に滅ぼされる。
二世2年（紀元前208年）12月、秦に反乱を起こした陳勝が敗走し、部下の荘賈に裏切られ殺される。
同年端月（1月）、秦に反乱を起こしており、陳勝が敗走したと聞いた秦嘉と甯君らによって、留で楚の仮王として擁立される。しかし、斉王を名乗っていた田儋からは、田儋に要請せずに勝手に王を名乗ったことが責められた。また、韓の張良は景駒に従おうとして留に赴いたが、道中で劉邦と出会い、劉邦に従うことに決めたため、張良は景駒と会見しようとすることはなかった。一方、劉邦は景駒が楚の仮王を名乗ったことを知り、郷里である豊邑を占領して魏の周巿と通じた雍歯を討つために、留に赴いて従うことにした。この時、秦軍を率いる章邯は陳にいて、配下の司馬𡰥を北上させて楚の地を攻めさせて、相を屠り、碭まで攻めて来ていた。劉邦は甯君とともに、西に向かい、蕭の西で戦ったが形勢は不利であった。
同年2月、公孫慶を使者として斉に送るが田儋に殺される。劉邦と甯君は撤退して兵を収めて留に集まり、碭を攻めて、3日で攻め落とした。劉邦は6千の兵を収めて、元からいた兵とあわせて9千人の兵力となった。
同年3月、劉邦は下邑を攻め落とし、豊を攻めるが落とせなかった。劉邦は会稽から北上してきた楚の将軍家出身である項梁の兵力が盛んと聞き、項梁のもとに赴き、（援軍要請を行い）豊を攻撃することを項梁に求めた。
同年4月、秦嘉が彭城において、項梁の軍と戦い大敗する。秦嘉は胡陵で再び項梁と戦ったが戦死した。景駒は逃亡したが、梁の地に逃れて没した。
なお、前漢の時代では、景駒は郢において挙兵したと見なした見解もある。